# SexyBack
«SexyBack» — песня американского певца Джастина Тимберлейка, первый сингл с его второго сольного альбома FutureSex/LoveSounds, выпущенный 7 июля 2006 года. В ней принимает участие Тимбалэнд в качестве фонового вокала.
Тимбалэнд описывал трек так: «Дэвид Боуи и Дэвид Бирн записывают кавер-версию „Sex Machine“ Джеймса Брауна». Джастин утверждал, что его вокальная партия вдохновлена Принсом.
Тимберлейк и Тимбалэнд получили «Грэмми» в категории «Лучшая танцевальная запись».

## Музыкальное видео
Видеоклип для песни «SexyBack» был снят в роскошном отеле в Барселоне, при участии испанской актрисы Елены Анайа (Ван Хелсинг).
Видео начинается с того, как вагончик движется по канатной дороге на фоне большого города. Затем показывают отель, в котором Елена снимает с себя кардиган. В кадре появляется Тимберлейк (судя по всему, находящийся в соседней комнате), затем мы видим его в клубе и на белом фоне. Видео переключается между этими четырьмя сюжетами, периодическими в кадре оказываются посторонние люди из клуба.
В определённый момент Тимберлейк забирается в комнату Елены через балкон. Когда она идёт проверить окно, Джастин прыгает на неё, показывая, что у них есть сексуальный интерес друг к другу. Сцена в клубе заканчивается тем, что Тимберлейк зажимает Елену в углу ванной. В сцене в комнате отеля Тимберлейк покидает её так же, как и попал туда. Он запрыгивает на балкон, когда происходит взрыв. Видео заканчивается кадрами, в которых Елена сидит в кресле перед маленьким телевизором, на котором показан поцелуй.

## Чарты
| Чарт                               | Высшая Позиция |
| ---------------------------------- | -------------- |
| U.S. Billboard Hot 100             | 1              |
| Billboard European Hot 100 Singles | 1              |
| Australian Top 50 Singles          | 1              |
| Brazilian Hot 100 Singles Chart    | 1              |
| Brazilian Top 40 Dance Traxx       | 1              |
| Romanian Top 100                   | 1              |
| Canadian Airplay Chart             | 3              |
| German Singles Chart               | 1              |
| French Singles Chart               | 8              |
| Irish Singles Chart                | 1              |
| New Zealand Top 40 Singles         | 1              |
| Philippine Top Hits                | 1              |
| UK Singles Chart                   | 1              |
| UK Top 40 RnB Singles Chart        | 1              |
| Мировой Чарт                       | 1              |
| Swiss Singles Chart                | 2              |
| Italian Singles Chart              | 3              |
| Dutch Singles Chart                | 5              |
| Russian Airplay Chart              | 11             |